# Clare Benedict
Clare Benedict (* 1870 in Cleveland, Ohio; † 1961 in Luzern, Schweiz) war eine US-amerikanische Autorin und Mäzenin.

## Leben
Benedict entstammte einer sehr wohlhabenden Familie und konnte zeit ihres Lebens vom Vermögen ihrer Familie leben. Bereits als Kind bereiste sie mit ihrer Mutter Clara (1844–1923) Europa. Um 1885 besuchte Benedict in London zusammen mit ihrer Mutter ihre Tante Constance, eine Freundin des Schriftstellers Henry James. Nach einem längeren Aufenthalt dort begannen die drei Frauen immer wieder, Europa zu bereisen. Schwerpunkt dabei waren die großen Opernhäuser und Theater. Als ihre Tante 1894 in Venedig starb, setzte Benedict zusammen mit ihrer Mutter das unstete Wanderleben durch die europäischen Länder fort.
Bei ihren Reisen durch Deutschland hatte sie auch Kontakt mit der Deutschen Schillerstiftung in Weimar und unterstützte diese nach dem Ersten Weltkrieg äußerst großzügig. Dafür wurde Benedict 1923 zum Ehrenmitglied dieser Stiftung ernannt. Im selben Jahr starb Benedicts Mutter und wurde neben Benedicts Tante in Rom auf dem Cimitero acattolico begraben; die Friedhofsverwaltung wurde dabei ebenfalls sehr großzügig unterstützt.
1938 stellte sie große Summen zur Verfügung, mit denen am Rollins College in Winter Park (Florida) das Woolson House gegründet werden konnte. Es wurde von den Architekten Richard Kiehnel und John M. Elliot erbaut und zu Ehren ihrer Tante benannt.
Bedingt durch die politische Lage wurden die Reisen immer schwieriger und so ließ sich Benedict 1939 in Basel nieder und blieb dort bis 1941. In diesem Jahr erklärten die USA Deutschland den Krieg und Benedict verlegte ihren Wohnsitz nach Luzern. An ihrem neuen Wohnsitz machte sie durch ihr soziales Engagement u. a. Bekanntschaft mit Alois Nagler, mit dem sie zusammen 1953 ein Schachturnier, den Clare Benedict Cup, ins Leben rief, das mit wenigen Ausnahmen bis 1979 jährlich stattfand. Bereits im Jahr zuvor hatte sie das James-Fenimore-Cooper-Stipendium an der Universität Basel ins Leben gerufen und der angeschlossenen Bibliothek ihre Büchersammlung vermacht.
Mit 91 Jahren starb Benedict 1941 in Luzern und fand ihre letzte Ruhestätte neben ihrer Mutter und ihrer Tante Constance auf dem Cimitero acattolico in Rom.

## Ehrungen
- 1923 Ehrenmitglied der Deutschen Schillerstiftung
- 1953 wurde der Clare Benedict Cup nach ihr benannt.
- Tulipa eichleri „Clare Benedict“ trägt ihren Namen

## Werke (Auswahl)
als Autorin
- A resemblance and other stories. Putnam Publ., New York 1909.
- European backgrounds. A. Eliot Books, Edinburgh 1912.
- The little lost prince. A. Eliot Books, Edinburgh 1912.
- The divine spark. Privatdruck 1913.
- Six months. March to August 1914. Crist Publ., Cooperstown, N.Y. 1914.
  - deutsch: Sechs Monate. März-August 1914. Privatdruck, London 1917.

als Herausgeberin
- Five generations. 1785–1932. Ellis Press, London 1930.

1. Voices out of the past.
2. Constance Fenimore Woolson.
3. The Benedicts abroad.

- The In Memoy Library. Privatdruck, Luzern 1960.